# 装備施設本部
装備施設本部（そうびしせつほんぶ、英語：Equipment Procurement and Construction Office、略称：EPCO）は、かつて防衛省に設置されていた特別の機関の一つである。自衛隊の装備品等および役務についての取得並びに防衛省の施設および駐留軍の使用施設・区域の取得に関する事務の効果的かつ効率的な実施を図るための統一的な指針の作成並びに調達を目的としていた。2008年（平成20年度）末時点の定員は596名（事務官等510名、自衛官86名）、2011年（平成23年）度の予算は約74億円。

## 沿革
調達実施本部
- 1954年（昭和29年）
  - 7月1日 - 防衛庁（現：防衛省）の発足と同時に調達実施本部を設置。英語名称はCPO（Central Procurement Office）。組織を機能別の分業体制とし、副本部長は総務担当、契約担当、原価計算担当に変更。

※保安庁の中央調達機構であった第一幕僚監部調達実施部を母体として第二幕僚監部の経理補給機能を一部統合したうえ、所要の改編を加えて組織された。
- 8月1日 - 名古屋支部、大阪支部を設置。

- 1955年（昭和30年）9月1日 - 副本部長を1名増設し、検査担当とする。
- 1956年（昭和31年）3月23日 - 越中島庁舎から霞が関庁舎に移転。
- 1957年（昭和32年）6月4日 - 副本部長を1名増設し、契約担当を契約第1担当と同第2担当に分離。
- 1958年（昭和33年）5月23日 - 調達管理第1課および調達管理第2課を設置[3]。東京駐在官事務所ほか13駐在官事務所を設置[2]。
- 1960年（昭和35年）
  - 1月11日 - 霞が関庁舎から檜町庁舎に移転。
  - 9月1日 - 副本部長を1名増設し、原価計算担当を原価計算第1担当と同第2担当に分離。
- 1968年（昭和43年）10月5日 - 第3次防衛力整備計画に伴う調達業務の増大に対応して原価計算から契約にいたる処理体制の効率化を図るため、副本部長の担当業務を総務担当のほか、契約原価計算第1、第2、第3担当までと、検査第1担当および検査第2担当に改編。
- 1969年（昭和44年）5月1日 - 東京駐在官事務所を東京支部に改編[2]。
- 1972年（昭和47年）5月15日 - 検査第1課および第2課を調達管理第1課および第2課に改編し、副本部長の担当業務も検査第1担当・検査第2担当を調達管理第1担当・調達管理第2担当に変更。
- 1975年（昭和50年）7月15日 - 地方機関の組織改編

※3支部、15駐在官事務所、2出張所を5支部（東京、横浜、名古屋、大阪、長崎）、6調達管理事務所（宇都宮、府中、岐阜、舞鶴、玉野、広島）に改編・統合。
- 1998年（平成10年） - 防衛庁調達実施本部背任事件発覚。
- 2000年（平成12年）5月8日 - 檜町駐屯地1号館から防衛省市ヶ谷地区D棟に移転。

契約本部
- 2001年（平成13年）1月6日 - 調達実施本部を廃止し、契約本部を設置。英語名称はCCO（Central Contract Office）。副本部長の担当は総務担当のほか、契約第1担当・契約第2担当と契約管理第1担当・契約管理第2担当に変更。

※調達業務をめぐる背任事件を機に、契約と原価計算の両業務を分離させ、契約業務は新設の契約本部に、原価計算業務は防衛庁装備局に経理局を統合して発足した管理局内に設けた原価計算部に移管。
※地方組織の調達管理事務所を契約管理事務所に改称。
装備本部
- 2006年（平成18年）7月31日 - 契約本部に防衛庁管理局原価計算部の業務を統合させて、装備本部に改組。英語名称はEPO（Equipment Procurement Office）。

※調達から廃棄にいたるまでの装備品のライフサイクル全般に関するコスト管理を図るため契約業務と原価計算業務を一元化させるとともに、背任事件の再発を防止するため、装備本部内で原価計算基準、調達実務、監査を担当する副本部長を相互牽制させ、また内局の管理局を改組した経理装備局に監査課を新設するなどの組織を整備。
※6契約管理事務所を6事務所（郡山、宇都宮、岐阜、舞鶴、玉野、広島）に再編。府中契約管理事務所は東京支部検査第2部に改組。
装備施設本部
- 2007年（平成19年）9月1日 - 装備本部を装備施設本部に改組。

※防衛施設庁の解体に伴い、防衛施設庁建設部が所掌していた事務のうち実施部門を装備本部に統合したことによる改組。
※「防衛施設庁解体後の新たな防衛組織を検討する委員会」が2006年7月14日に公表した組織改編案では、取得本部という仮称を付与されていたが、同年8月に提出された2007年度機構要求では、装備調達本部という仮称により要求されていた。その後、総務省行政管理局の審査結果によって、装備施設本部として改組されることになった。
※装備本部の地方組織（支部・事務所）は、装備施設本部から分離し、防衛施設局と統合して設置された地方防衛局に移行した。これは地方の総務事務をスリム化するためである。
- 2015年（平成27年）9月30日 - 同年6月10日に成立した防衛省設置法の一部を改正する法律に基づき、技術研究本部とともに防衛装備庁へ統合・廃止。

## 廃止時の組織編成
- 装備施設本部長（防衛事務官：政令指定職5号）
  - 副本部長（総務担当）
    - 総務課
    - 会計課
    - 監査課
    - 調査研究室

  - 副本部長（管理担当）
    - 企画調整課
    - 原価管理課
    - 品質管理課

  - 副本部長（通信誘導担当）
    - 電子音響課
    - 通信電気課
    - 誘導武器課

  - 副本部長（武器需品担当（陸将補））
    - 需品課
    - 武器課

  - 副本部長（艦船車両担当（海将補））
    - 機械車両課
    - 艦船課

  - 副本部長（航空機担当）
    - 航空機調達官
    - 航空機第1課
    - 航空機第2課
    - 輸入調達課

  - 副本部長（施設担当）
    - 施設計画課
    - 技術調査官

| 代             | 氏名           | 在任期間               | 出身校             | 前職                                      | 後職 |
| 調達実施本部長 | 調達実施本部長 | 調達実施本部長         | 調達実施本部長     | 調達実施本部長                            | 調達実施本部長 |
| -------------- | -------------- | ---------------------- | ------------------ | ----------------------------------------- | --- |
| 01             | 武内征平       | 1954.7.1 - 1960.4.28   | 東京帝国大学       | 保安庁第一幕僚副長（保安監）              | 通商産業大臣官房審議官 →1960.4.30 退職                                                                              |
| 02             | 三原桂         | 1960.4.28 - 1963.8.2   | 東京帝国大学       | 調達実施本部副本部長（総務担当） （陸将） | 退職 |
| 03             | 山上信重       | 1963.8.2 - 1967.12.5   | 東京帝国大学       | 防衛施設庁次長                            | 防衛施設庁長官 |
| 04             | 金谷武彦       | 1967.12.5 - 1970.7.1   | 東京帝国大学       | 調達実施本部副本部長（総務担当）          | 退職 |
| 05             | 志賀清二       | 1970.7.1 - 1972.6.20   | 東京帝国大学       | 防衛施設庁次長                            | 退職 |
| 06             | 江藤淳雄       | 1972.6.20 - 1975.9.5   | 中央大学           | 防衛庁人事教育局長                        | 退職 |
| 07             | 菅沼照夫       | 1975.9.5 - 1976.7.16   | 東京帝国大学       | 防衛庁参事官                              | 退職 |
| 08             | 玉木清司       | 1976.7.16 - 1978.11.1  | 京都大学           | 防衛庁長官官房長                          | 防衛施設庁長官 |
| 09             | 竹岡勝美       | 1978.11.1 - 1980.6.6   | 京都大学           | 防衛庁長官官房長                          | 退職 |
| 10             | 高橋定夫       | 1980.6.6 - 1983.6.29   | 九州大学           | 技術研究本部副本部長                      | 退職 |
| 11             | 森山武         | 1983.6.29 - 1984.7.1   | 中央大学           | 防衛施設庁次長                            | 退職 |
| 12             | 上野隆史       | 1984.7.1 - 1987.6.23   | 東京大学           | 防衛庁人事教育局長                        | 退職 |
| 13             | 池田久克       | 1987.6.23 - 1988.6.14  | 東京大学           | 防衛庁経理局長                            | 防衛施設庁長官 |
| 14             | 松本宗和       | 1988.6.14 - 1989.8.1   | 東京大学           | 防衛庁人事局長                            | 防衛施設庁長官 |
| 15             | 澤田和彦       | 1989.8.1 - 1990.7.2    | 東京大学           | 防衛研究所長                              | 退職 |
| 16             | 長谷川宏       | 1990.7.2 - 1992.6.30   | 東京大学           | 防衛研究所長                              | 退職 |
| 17             | 米山市郎       | 1992.6.30 - 1993.6.25  | 東京大学           | 防衛研究所長                              | 防衛施設庁長官 |
| 18             | 諸冨増夫       | 1993.6.25 - 1995.10.20 | 早稲田大学         | 防衛庁教育訓練局長                        | 防衛施設庁長官 |
| 19             | 萩次郎         | 1996.1.9 - 1997.7.1    | 東京大学           | 防衛庁人事局長                            | 防衛施設庁長官 |
| 20             | 粟威之         | 1997.7.1 - 1998.6.30   | 早稲田大学         | 防衛庁教育訓練局長                        | 退職 |
| 21             | 太田洋次       | 1998.6.30 - 1999.7.13  | 京都大学           | 防衛庁運用局長                            | 退職 |
| 22             | 坂野興         | 1999.7.13 - 2000.6.30  | 東京大学           | 防衛庁人事教育局長                        | 退職 |
| 23             | 西村市郎       | 2000.6.30 - 2001.1.6   | 東京大学           | 防衛施設庁次長                            | 契約本部長 |
| 契約本部長     |                |                        |                    |                                           | |
| 01             | 西村市郎       | 2001.1.6 - 2002.8.2    | 東京大学           | 調達実施本部長                            | 退職、 防衛庁共済組合市ヶ谷会館館長                                                                                 |
| 02             | 新貝正勝       | 2002.8.2 - 2003.5.15   | 東京大学           | 防衛研究所長                              | 退職 →2003.11.17 中津市長                                                                                           |
| 03             | 宇田川新一     | 2003.8.1 - 2005.8.8    | 中央大学           | 防衛庁人事教育局長                        | 退職、防衛基盤整備協会理事長                                                                                        |
| 04             | 野津研二       | 2005.8.8 - 2006.7.31   | 京都大学           | 防衛庁管理局長                            | 装備本部長 |
| 装備本部長     |                |                        |                    |                                           | |
| 01             | 野津研二       | 2006.7.31 - 2006.8.2   | 京都大学法学部     | 契約本部長                                | 退職、防衛装備工業会専務理事                                                                                        |
| 02             | 横山文博       | 2006.8.2 - 2007.8.31   | 関西学院大学法学部 | 防衛庁経理装備局長                        | 装備施設本部長 |
| 装備施設本部長 |                |                        |                    |                                           | |
| 01             | 横山文博       | 2007.9.1 - 2008.1.17   | 関西学院大学法学部 | 装備本部長                                | 退職、野村総合研究所理事                                                                                            |
| 02             | 金沢博範       | 2008.1.17 - 2009.8.24  | 東京大学法学部     | 防衛省防衛政策局長                        | 防衛省大臣官房長→2012.1.10 事務次官                                                                                 |
| 03             | 岡崎匠         | 2009.8.25 - 2011.8.15  | 東京大学法学部     | 防衛大学校副校長                          | 退職、防衛大学校学術・教育振興会常務理事                                                                            |
| 04             | 井上源三       | 2011.8.15 - 2012.1.16  | 東京大学法学部     | 防衛省地方協力局長                        | 内閣府出向政策統括官（沖縄政策担当） 、内閣府審議官 三菱UFJ信託銀行顧問、日本消防協会理事長、地方自治研究機構理事長 |
| 05             | 高嶋巖         | 2012.1.17 - 2012.9.10  | 早稲田大学         | 防衛大学校副校長                          | 退職、日本生命保険顧問、防衛省共済組合市ヶ谷会館所属所長                                                            |
| 06             | 松本隆太郎     | 2012.9.10 -2013.7.1    | 東京大学経済学部   | 防衛省運用企画局長                        | 退職、損害保険ジャパン顧問                                                                                          |
| 07             | 鎌田昭良       | 2013.7.1 - 2014.7.25   | 東京大学経済学部   | 防衛省大臣官房長                          | 退職、防衛基盤整備協会理事長、東京海上日動火災保険顧問、 マリオン取締役、楽天損害保険顧問                           |
| 08             | 山内正和       | 2014.7.25 - 2015.9.30  | 東京大学法学部     | 防衛省地方協力局長                        | 退職、日本電気顧問                                                                                                  |

- 本部長在職中の官職は防衛事務官（防衛庁時代は防衛庁事務官）。他の官職・階級は兼ねない。
- 第18代調達実施本部長の転任、第2代契約本部長の退職は、それぞれ人事異動期ではなかったため後任者がただちには就任せずしばらく空位期間が生じたが、その期間は総務担当の副本部長が本部長代理の発令を受けて本部長の職務に従事した。
  - 第18代調達実施本部長の転任は、引責辞任した防衛施設庁長官の後任として急遽起用されたことに伴う。
  - 第2代契約本部長の退職は、大分県中津市長選挙への立候補準備のため人事異動期を待たずに行ったものである。
- 初代調達実施本部長・武内征平の前職の当時の辞令上の正確な表記は、保安庁も第一幕僚監部も冠さない「第一幕僚副長」。